# Gardaland
Gardalandia es un parque temático situado junto al lago de Garda, Castelnuovo del Garda, en la provincia de Verona, Véneto, Italia.
El parque, dirigido por Merlin Entertainments, fue inaugurado el 19 de julio de 1975, y desde entonces ha crecido tanto en tamaño como en número de visitantes, llegando al - millón de personas en el año 1984, y más de tres millones y medio en 2007. La mascota se llama PREZZEMOLO, un dinosaurio verde con pelo rojo.
Entre las principales atracciones, destacan:
- Blue Tornado: una montaña rusa invertida/no divertida con el baile del mecanismo de la empresa Vekoma.
- Shaman: la montaña rusa más antigua del parque, del año 1985.
- Raptor: la montaña rusa más nueva del parque.
- Entre muchas otras montañas rusas

## Historia
El concepto de Gardaland data de principios de la década de 1970, cuando Livio Furini, un empresario de Verona, se inspiró en una visita a Disneyland en California. Construido en la orilla oriental del lago de Garda en Castelnuovo del Garda, Gardaland abrió sus puertas el 19 de julio de 1975, entre Peschiera y Lazise. En 2004, se inauguró el Hotel Gardaland, que fue el primer hotel en Italia en ofrecer alojamiento temático. Merlin Entertainments tomó posesión del parque en 2006. Un acuario Sea Life abrió sus puertas en el lugar en 2008. En los años siguientes, se construyeron más hoteles. El Hotel Gardaland Adventure abrió sus puertas en 2016, seguido por el Hotel Gardaland Magic en 2019. Además, el primer parque acuático Legoland en Europa se inauguró en el parque en 2021.
Gardaland se vio obligado a cerrar durante la pandemia de COVID-19, pero reabrió el 13 de junio de 2020, convirtiéndose en el primer parque de atracciones italiano en reabrir tras el confinamiento por la COVID-19 . El número máximo de visitantes diarios en esa temporada se limitó a 10.000.
Como resultado de un acuerdo global con Sony Pictures Entertainment, se desarrollaron una variedad de atracciones, puntos de venta de comida y habitaciones de hotel en los parques temáticos de Merlín con la temática de la franquicia cinematográfica Jumanji. El parque inauguró una atracción llamada Jumanji - The Adventure para la temporada 2022, con una gran figura animatrónica. La atracción fue la primera atracción de un parque temático basada en la franquicia Jumanji. En 2023, se inauguró en el parque otra atracción temática de Jumanji llamada Jumanji - The Labyrinth, que es una atracción de recorrido que presenta un laberinto de espejos y un laberinto de jungla.
En 2025, el parque celebra su 50.º aniversario con una zona remodelada llamada Dragon Empire, cuya inauguración está prevista para abril. En noviembre de 2024, Gardaland anunció una atracción acuática para 2025 basada en una nueva propiedad intelectual registrada por Merlin Entertainments llamada Animal Treasure Island. La atracción de 6.000 metros cuadrados supuso una inversión de aproximadamente 10 millones de euros.